# USS Stethem (DDG-63)
USS Stethem (DDG-63) — тринадцятий ескадрений міноносець КРО в першій серії Flight I типу «Арлі Берк». Збудований на корабельні Ingalls Shipbuilding, приписаний до морської станції Йокосука, Японія. Введений в експлуатацію 21 жовтня 1995 року.
Есмінець «Стетем» отримав назву на честь водолаза Роберта Діна Стетема, убитого у 1985 р.в ході нападу в Бейруті.

## Бойова служба
23 листопада 1996 року судно було направлено на пошуково-рятувальну місію для пошуку постраждалих зі збитого ВПС США С-130 біля узбережжя Північної Каліфорнії.
У травні 1997 року вийшов у своє перше заплановане розгортання, в ході якого відвідав Сінгапур, Малайзію, Бахрейн, Оман, Об'єднані Арабські Емірату, а також австралійські порти Фрімантл і Сідней. У листопаді повернувся в порт приписки Сан-Дієго і почав тренувальний цикл до другого розгортання.
16 квітня 1999 року залишив Сан-Дієго для свого другого розгортання в Перській затоці, з якого повернувся 4 жовтня.
13 січня 2001 року залишив Сан-Дієго для розгортання в Перській затоці в рамках MEF 01-1, з якого повернувся 28 червня. 30 вересня на корабельні в Сан-Дієго розпочався запланований плановий доковий ремонт, тривалістю дев'ять тижнів. Вартість ремонту, який був завершений 6 грудня, склала 9,4 млн доларів США. Після завершення ходових випробувань 14 грудня повернувся в порт приписки.
16 жовтня 2002 року з борту корабля був проведений тестовий запуск ракети Томагавк.
17 червня 2005 року прибув новий порт приписки Йокосука в префектурі Канагава, Японія. 24 жовтня покинув Йокосука в складі ударної групи авіаносця USS «Kitty Hawk» (CV 63).
8 червня 2006 року прибув сухий док військово-морської верфі Йокосука для тримісячного планового ремонту. 15 жовтня покинув порт приписки для планового розгортання.
7 травня 2008 прибув із запланованим візитом до Владивостока, Росія.
1 липня 2009 прибув з візитом до Владивостока, Росія, де відсвяткував День міста Владивостока і День Незалежності США.
4 лютого 2011року прибув в китайський порт Гонконг з нагоди святкування китайського Нового року (4 лютого),  2 травня прибув у сухий док військово-морської верфі в Йокосука для проведення ремонту, тривалістю чотири місяці.
22 березня 2012 року залишив порт приписки для запланованого розгортання в зоні відповідальності 5-го і 7-го флоту США, з якого повернувся 16 листопада.
19 серпня 2013 року залишив порт приписки для патрулювання в західній частині Тихого океану, з якого повернувся 9 вересня.
21 листопада 2014 року повернувся до порт приписки після завершення 10-тижневої патрулювання в зоні відповідальності 7-го флоту.
14 січня 2015 року прибув сухий док №4 військово-морської верфі в Йокосука для проходження запланованого докового ремонту. З 22 по 26 червня перебував на морських випробуваннях. 28 липня прибув з дводенним візитом в китайський порт Циндао. 3 серпня повернувся в порт приписки. 09 листопада покинув порт приписки Йокосука для патрулювання в західній частині Тихого океану. 16 листопада прибув із запланованим візитом в порт Шанхай, Китай.
25 квітня 2016 року залишив порт приписки Йокосука для патрулювання в Західній частині Тихого океану. З 16 по 23 червня взяв участь у навчаннях «CARAT Thailand 2016», які  проходили в Сіамській затоці і на узбережжі Таїланду. З 4 по 9 серпня перебував з візитом в Дарвіні, Австалія. 14 серпня прибув з п'ятиденним візитом на військово-морську базу в Сіднеї, Австралія. 7 жовтня прибув з коротким візитом на військово-морську базу в Окінава, Японія. 16 жовтня в складі ударної групи авіаносця USS «Ronald Reagan» (CVN-76) прибув з п'ятиденним візитом в порт Пусан, Республіка Корея, після завершення двухстронніх навчаннях «Invincible Spirit 2016». 17 листопада повернувся в порт приписки Йокосука.
18 січня 2017 року залишив порт приписки для запланованого патрулювання. 17 березня прибув з чотириденним візитом в порт Духне, Південна Корея, для підготовки та участі до спільних навчань «Foal Eagle 17». 25 березня вперше прибув з візитом на новий військово-цивільний комплекс Південної Корей на острові Чеджудо, ставши першим військово-морським кораблем США, який прибув на даний комплекс з моменту його відкриття 26 лютого поточного року. 25 червня перебував у Корейській протоці. 10 серпня повернувся в порт приписки. 09 жовтня покинув порт приписки для патрулювання у складі ударної групи авіаносця USS «Ronald Reagan» (CVN-76). З 18 жовтня в складі ударної групи взяв участь в триденних навчаннях «MCSOFEX-2017», які проходили спільно з ВМС Південної Кореї. 21 жовтня прибув з триденним візитом в порт Пусан, який покинув 23 жовтня.
25 лютого 2019  есмінець і судно постачання USNS Cesar Chavez (T-AKE-14) в повній відповідності з нормами міжнародного морського права зробили транзитний прохід через Тайванський протоку, що розділяє Тайвань і материковий Китай.
18 липня 2019 року есмінець  прибув в свій новий домашній порт військово-морську базу Сан-Дієго після 14 років в Індо-Тихоокеанському регіоні. У Сан-Дієго есмінець буде проходити плановий період обслуговування і модернізації, буде оснащений новітньою бойовою системою, яка включає в себе обладнання та зброю сучасної ППО і ПРО, надводної та протичовнової боротьби.